# Micrurus bogerti
Micrurus bogerti este o specie de șerpi din genul Micrurus, familia Elapidae, descrisă de Roze 1967. Conform Catalogue of Life specia Micrurus bogerti nu are subspecii cunoscute.